# Paratachardina minuta
Paratachardina minuta är en insektsart som först beskrevs av Morrison 1920.  Paratachardina minuta ingår i släktet Paratachardina och familjen Kerriidae.
Artens utbredningsområde är Filippinerna. Inga underarter finns listade i Catalogue of Life.